# Proceso de Madrigal
El proceso del llamado “pastelero de Madrigal”, documentado en el Archivo Histórico de Simancas, se inicia cuando Gabriel de Espinosa, de oficio pastelero, es detenido en Valladolid al llevar consigo joyas valiosas que le había dado Dª Ana de Austria –María Ana de Austria (1568-1629)–, monja de convento de Madrigal de las Altas Torres. Presuntamente Gabriel de Espinosa alega ser el Rey Don Sebastián de Portugal.
Gabriel de Espinosa explica al juez Santillán que le ha detenido que las joyas son de Dª Ana y que se las ha dado para su restauración. El juez escribe a Dª Ana preguntándole si era verdad lo que le había contado el hombre al que había detenido y en tanto llegaba la respuesta le dejó en prisión. Antes de llegar la respuesta al juez de Dª Ana, le llegan al preso varias cartas de Dª Ana y del capellán del convento donde vivía Dª Ana, fray Miguel de los Santos, que era portugués y había sido confesor del Rey de D. Sebastián. 
Las cartas recibidas  debieron hacer dudar al juez Santillán, pues desde entonces en el proceso se dirige al pastelero dándole el tratamiento de Majestad.     
En la carta del fraile Fray Miguel de los Santos veintitrés veces se le da el tratamiento de majestad.
Durante el proceso el capellán Fray Miguel de los Santos pide al juez que se proceda al reconocimiento de Gabriel de Espinosa como Don Sebastián, y solicita que se persone el rey Felipe II para la identificación.
El juez Santillán escribe al rey Felipe II: "Se podría hacer con Espinosa una diligencia muy breve y muy sustancial, que es ver si se le reconoce entre 4 o 6 personas, porque, como di cuenta a VMgd. por carta de 7 de marzo, confiesa Espinosa que Fray Miguel le advirtió que se compusiese y mesurase porque de Portugal habían venido a reconocerle y que así lo hizo, y después acá dice Espinosa que conocerá al hombre que le vino a reconocer, y con esta diligencia quedará convencido Francisco Gómez para confesar la verdad aun sin tormento. Y antes de hacer nada con Espinosa me ha parecido dar cuenta de esto a VMgd., y cuando el presidente de Castilla me escribió por carta de 6 de este mes que VMgd. mandaba que no se hiciese nada con Espinosa entendí que se había reparado allá en esto y en hacer esta diligencia que es de tanta consideración, y así, hasta advertir de esto, no he querido hacer nada con Espinosa; VMgd. será servido en mandar lo que se ha de hacer." 
La respuesta de Felipe II al juez Santillán: "He recibido vuestras cartas de 15 y 16 de éste con los papeles que en ellas se acusan, y, no obstante lo que apuntáis a propósito de carear a Francisco Gómez con Gabriel de Espinosa antes de proceder adelante con él, conviene que sin ninguna dilación pronunciéis y ejecutéis la sentencia que tenéis ordenada, pues lo principal de que se ha de pender lo de Francisco Gómez es el cargo que se le ha de hacer a Fray Miguel de los Santos, y él queda por sentenciar"
El juez Santillán dicta sentencia contra Gabriel de Espinosa, que es ejecutado el uno de agosto de 1595.
Al día siguiente de la ejecución de Gabriel de Espinosa, el dos de agosto, el juez Santillán escribe al conde de Castel-Rodrigo, Cristóbal Moura, en los siguientes términos:
“Por la carta de su Majestad, verá Vuestra señoría de lo que le doy cuenta, y sólo digo que, viendo que la resolución de hacerme merced se dilata, y parece que era ya tiempo de hacérmela, me ha parecido suplicar a Su Majestad me haga merced de mandar se me dé el salario ordinario, cuando mis servicios no merezcan más que esto, no desmerecen lo que ordinariamente se les da a todos los alcaldes, y con todo eso estoy tan confiado de la merced que Vuestra Señoría me hace, que no sólo me hará Su Majestad esta merced, sino que me hará otras mayores, como yo lo espero y todo el mundo lo entiende".